# Tipula redunca
Tipula redunca är en tvåvingeart som beskrevs av Alexander 1967. Tipula redunca ingår i släktet Tipula och familjen storharkrankar.
Artens utbredningsområde är Colombia. Inga underarter finns listade i Catalogue of Life.